# Ladinischsprachige Wikipedia
Die ladinischsprachige Wikipedia ist eine Version der freien Online-Enzyklopädie Wikipedia in ladinischer Sprache.
Das Projekt für die ladinischsprachige Wikipedia wurde bereits 2005 begonnen, aber die Entwicklung war sehr mühsam und langsam. Die Gründe dafür sind die begrenzte Verwendung der Schriftsprache Ladin Dolomitan und die große Anzahl an Dialekten im Verhältnis zur kleinen Anzahl an Muttersprachlern. Am 14. November 2019 erreichte der Inkubator 1000 Artikel und die Wikipedia ging am 17. August 2020 online. Seitdem hat die Anzahl der aktiven Autoren zugenommen und die Artikelzahl ist rasch gestiegen. Sie erreichte im Januar 2022 10.000 Artikel.

Die Artikel in der ladinischsprachigen Wikipedia sind immer in einem der fünf Hauptdialekte geschrieben: grödnerisch (gherdëina), gadertalerisch (badiot), fassanisch (fascian), buchensteinerisch (fodom) oder ampezzanisch (ampezan). In der Kopfzeile steht, in welchem Dialekt der Artikel geschrieben ist.